# Мардас, Геннадий Александрович
Геннадий Александрович Мардас (бел. Генадзь Мардас; 12 июня 1970, Минск — 2 июня 2020) — советский и белорусский футболист, защитник.

## Биография
Воспитанник СДЮШОР «Динамо» (Минск), за которое в 1987 году провёл один матч в Кубке федерации. Первый тренер — Анатолий Боговик.
Выступал за команды: «Динамо» (Минск), «Заря» (Луганск), «Луч» (Минск), «Неман» (Гродно).
В 1998 году перешёл в симферопольскую «Таврию». В чемпионате Украины дебютировал 7 марта 1999 года в матче «Таврия» — «Нива» (1:0).
Позже выступал в БАТЭ, «Неман» (Гродно). С 2006 года играл за «Сморгонь», в 2009 году старший (играющий) тренер клуба, 2010—2011 главный тренер.
Провёл более 350 матчей в высшей лиге чемпионата Белоруссии. Чемпион Белоруссии, обладатель Кубка Белоруссии, трижды серебряный призёр чемпионата Белоруссии, бронзовый призёр чемпионата Белоруссии.